# Spada Imperiale
La Spada Imperiale (Reichsschwert in lingua tedesca; Épée impériale in lingua francese) è una delle insegne del Sacro Romano Impero Germanico.
Parte dei gioielli di Norimberga, è spada d'armi con il fodero coperto da miniature in oro dei grandi imperatori germanici, ivi compreso Carlo Magno. Veniva indossata dall'imperatore del Sacro Romano Impero durante la sua incoronazione: offertagli dal papa quale simbolo del potere temporale sul mondo, veniva poi sollevata verso l'alto dall'incoronato.
Secondo la leggenda, sarebbe appartenuta al santo Maurizio d'Agauno, da cui il nome di spada di San Maurizio. Conservata nella Schatzkammer dell'Hofburg di Vienna all'inventario n. SchK XIII 17, non va confusa con la spada Cerimoniale, altra insegna imperiale sempre parte dei gioielli di Norimberga.

## Storia
La più accreditata tesi sull'origine della spada Imperiale data il manufatto alla fine del XII secolo: l'arma sarebbe stata forgiata per l'incoronazione di Ottone IV (18 luglio 1198), necessitante di una nuova spada cerimoniale poiché quella originaria era nelle mani del suo rivale, il re di Francia Filippo Augusto.

## Costruzione

### Fodero
Gli imperatori raffigurati sono, nell'ordine:
1. Carlo Magno (regno 768–814)
2. Ludovico il Pio (regno 814–840)
3. Ludovico il Germanico (regno 843–876)
4. Carlo il Grosso (regno 876–887)
5. Arnolfo di Carinzia (regno 887-899)
6. Ludovico il Fanciullo (regno 900–911)
7. Corrado I di Franconia (regno 911–918)
8. Enrico I (regno 919–936)
9. Ottone I (regno 936–973)
10. Ottone II (regno 973–983)
11. Ottone III (regno 983–1002)
12. Enrico II (regno 1002–1024)
13. Corrado II (regno 1024–1039)
14. Enrico III (regno 1039–1056)

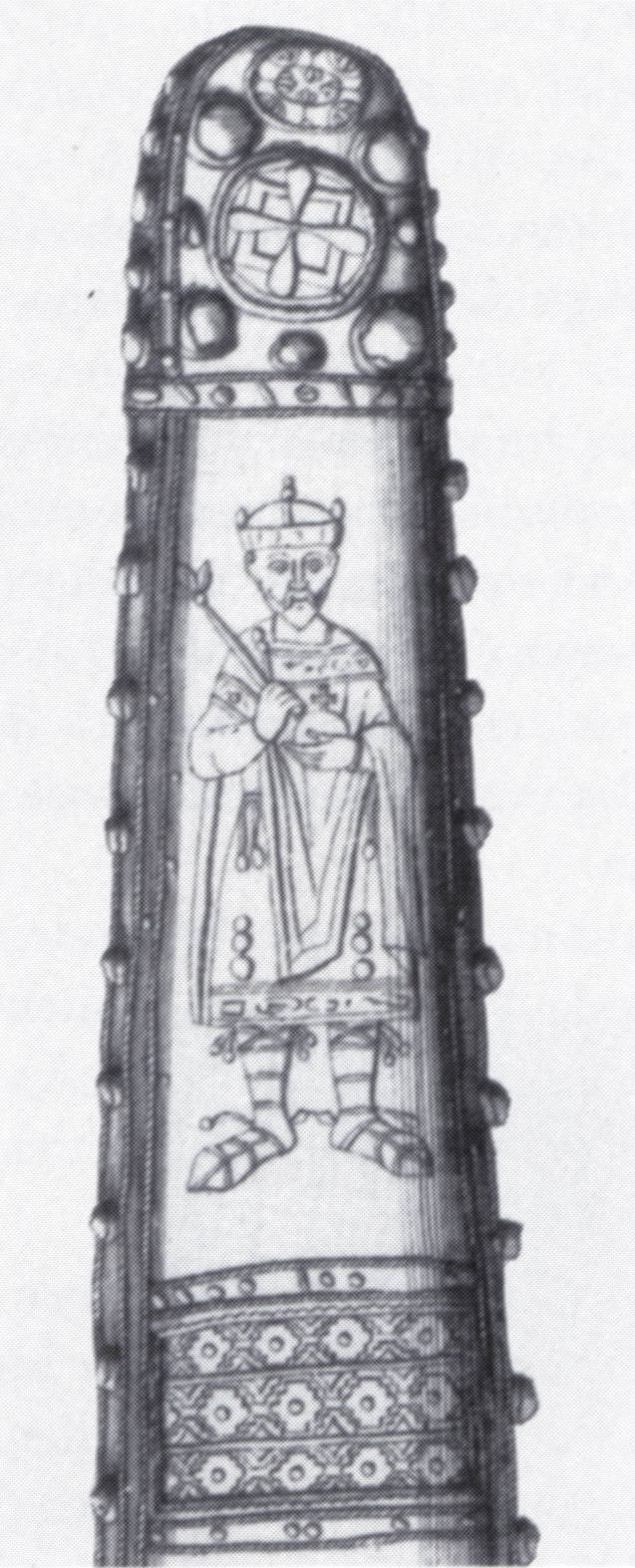
Carlo Magno
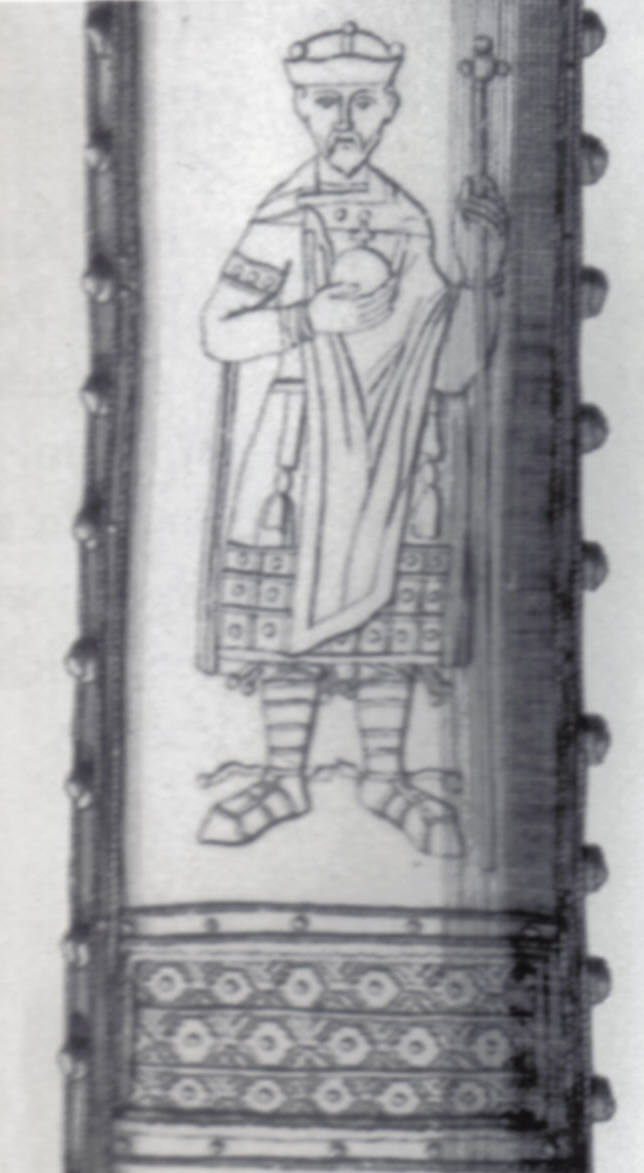
Ludovico il Germanico
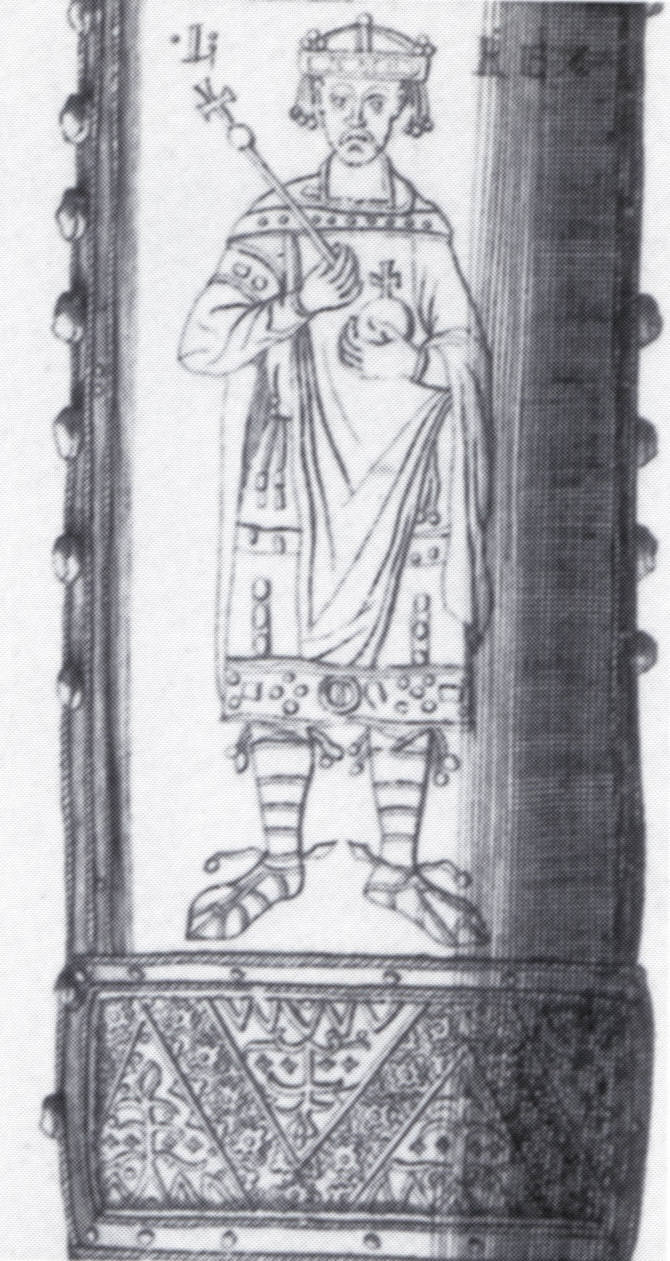
Ludovico il Fanciullo
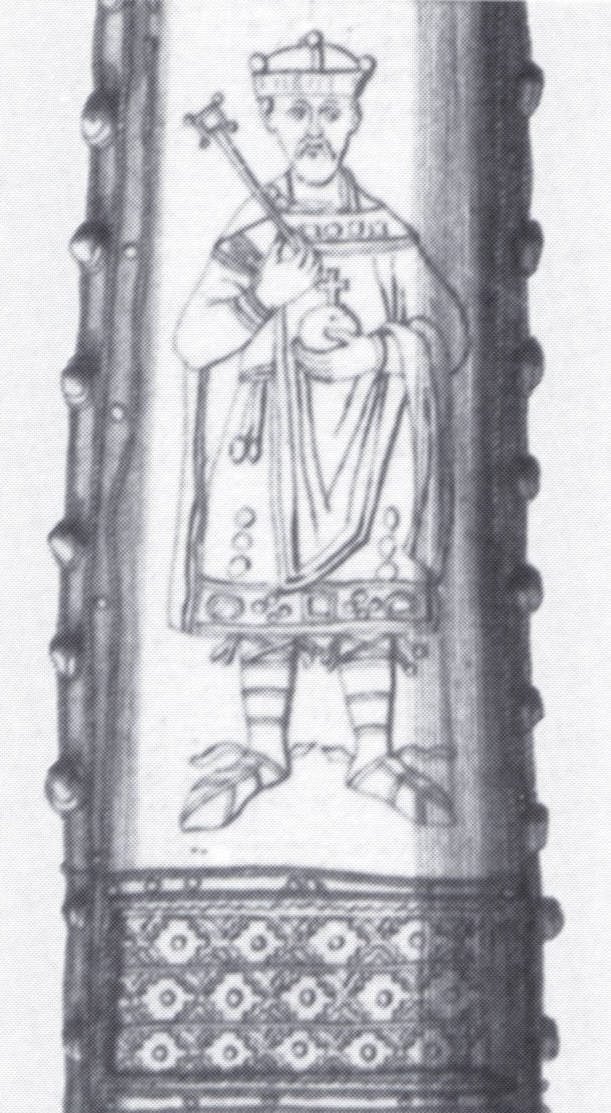
Ottone I
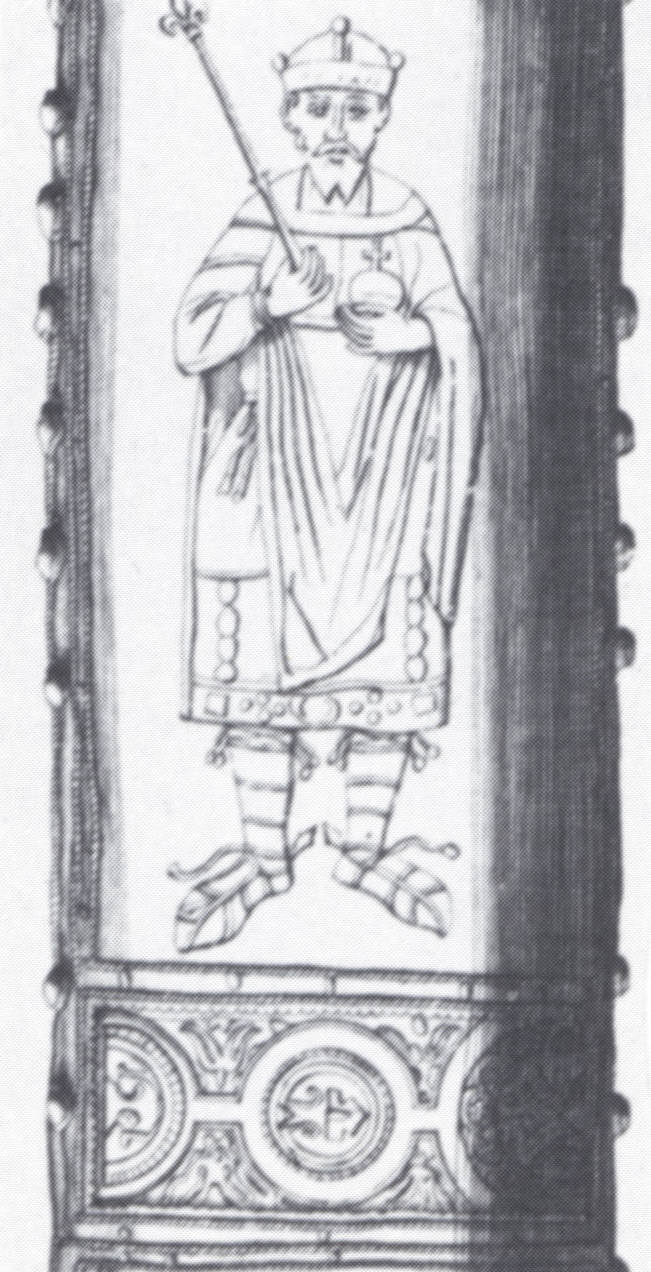
Enrico III